# Kabinett Cameron II
David Cameron war vom 11. Mai 2010 bis zum 13. Juli 2016 Premierminister des Vereinigten Königreichs. Bei der britischen Unterhauswahl vom 7. Mai 2015 erhielt Camerons Partei, die Conservative Party („Tories“), mit 36,9 % 0,8 Prozentpunkte mehr Stimmen als bei der Wahl 2010 und eine absolute Mehrheit der Abgeordnetenmandate (eine Folge des Mehrheitswahlrechts). Der bisherigen Koalition mit den Liberaldemokraten folgte nun eine Alleinregierung der Tories. Dadurch konnte Cameron fünf Kabinettsposten mehr an Parteifreunde vergeben als in seinem vorigen Kabinett.

## Regierungszeit
Nach der unerwarteten absoluten Mehrheit kündigte Cameron ein Referendum über die EU-Mitgliedschaft für 2016 an. Am 18. März 2016 trat unerwartet Iain Duncan Smith von seinem Amt als Arbeits- und Pensionsminister zurück. Cameron berief am Tag darauf den Minister für Wales Stephen Crabb als Nachfolger.
Am 23. Juni 2016 votierten 51,9 % der Abstimmenden für einen Brexit; kurz darauf kündete Cameron seinen Rücktritt an, sobald die Tories einen neuen Parteivorsitzenden gewählt haben würden. Nachdem Andrea Leadsom ihre Kandidatur zurückgezogen hatte, war Theresa May einzige Kandidatin; sie wurde am 11. Juli Parteivorsitzende. 
Am 13. Juli beantwortete David Cameron letztmals die Prime Minister’s Questions im Unterhaus. Anschließend trat er als Premierminister zurück; Theresa May wurde am selben Tag zu seiner Nachfolgerin ernannt. Nach dem Führungswechsel kehrte Cameron auf die backbenches zurück. May übernahm einige Minister des Kabinetts Cameron in ihr Kabinett.

## Kabinettspositionen
| Zugehörigkeit |  | Konservative |

| Amt                                                                              | Person                                    | Bild               | Partei             | Partei             | Amtszeit      | Amtszeit      |
| -------------------------------------------------------------------------------- | ----------------------------------------- | ------------------ | ------------------ | ------------------ | ------------- | ------------- |
| Premierminister Erster Lord des Schatzamtes Minister für den öffentlichen Dienst | David Cameron                             | David Cameron      |                    | Conservative Party | 8. Mai 2015   | 13. Juli 2016 |
| First Secretary of State Schatzkanzler Zweiter Lord des Schatzamtes              | George Osborne                            | George Osborne     | Conservative Party | 8. Mai 2015        | 13. Juli 2016 |               |
| Innenministerin                                                                  | Theresa May                               | Theresa May        | Conservative Party | 8. Mai 2015        | 13. Juli 2016 |               |
| Außenminister                                                                    | Philip Hammond                            | Philip Hammond     | Conservative Party | 8. Mai 2015        | 13. Juli 2016 |               |
| Verteidigungsminister                                                            | Michael Fallon                            | Michael Fallon     | Conservative Party | 8. Mai 2015        | 13. Juli 2016 |               |
| Lordkanzler Justizminister                                                       | Michael Gove                              | Michael Gove       | Conservative Party | 8. Mai 2015        | 13. Juli 2016 |               |
| Lordpräsident des Rates Leader of the House of Commons                           | Chris Grayling                            | Chris Grayling     | Conservative Party | 8. Mai 2015        | 13. Juli 2016 |               |
| Lordsiegelbewahrer Leader of the House of Lords                                  | Tina Stowell, Baroness Stowell of Beeston | Tina Stowell       | Conservative Party | 8. Mai 2015        | 13. Juli 2016 |               |
| Bildungsministerin Staatsministerin für Frauen und Gleichstellung                | Nicky Morgan                              | Nicky Morgan       | Conservative Party | 8. Mai 2015        | 13. Juli 2016 |               |
| Ministerin für Energie und Klimawandel                                           | Amber Rudd                                | Amber Rudd         | Conservative Party | 8. Mai 2015        | 13. Juli 2016 |               |
| Minister für Unternehmen, Innovation und Qualifikationen                         | Sajid Javid                               | Sajid Javid        | Conservative Party | 8. Mai 2015        | 13. Juli 2016 |               |
| Minister für Kultur, Medien und Sport                                            | John Whittingdale                         | John Whittingdale  | Conservative Party | 8. Mai 2015        | 13. Juli 2016 |               |
| Minister für Arbeit und Pensionen                                                | Iain Duncan Smith                         | Iain Duncan Smith  | Conservative Party | 8. Mai 2015        | 19. März 2016 |               |
| Minister für Arbeit und Pensionen                                                | Stephen Crabb                             | Stephen Crabb      | Conservative Party | 19. März 2016      | 13. Juli 2016 |               |
| Verkehrsminister                                                                 | Patrick McLoughlin                        | Patrick McLoughlin | Conservative Party | 8. Mai 2015        | 13. Juli 2016 |               |
| Ministerin für Umwelt, Ernährung und ländlichen Raum                             | Liz Truss                                 | Liz Truss          | Conservative Party | 8. Mai 2015        | 13. Juli 2016 |               |
| Minister für Kommunen und lokale Selbstverwaltung                                | Greg Clark                                | Greg Clark         | Conservative Party | 8. Mai 2015        | 13. Juli 2016 |               |
| Ministerin für internationale Entwicklung                                        | Justine Greening                          | Justine Greening   | Conservative Party | 8. Mai 2015        | 13. Juli 2016 |               |
| Ministerin für Nordirland                                                        | Theresa Villiers                          | Theresa Villiers   | Conservative Party | 8. Mai 2015        | 13. Juli 2016 |               |
| Gesundheitsminister                                                              | Jeremy Hunt                               | Jeremy Hunt        | Conservative Party | 8. Mai 2015        | 13. Juli 2016 |               |
| Minister für Wales                                                               | Stephen Crabb                             | Stephen Crabb      | Conservative Party | 8. Mai 2015        | 19. März 2016 |               |
| Minister für Wales                                                               | Alun Cairns                               | Alun Cairns        | Conservative Party | 19. März 2016      | 13. Juli 2016 |               |
| Minister für Schottland                                                          | David Mundell                             | David Mundell      | Conservative Party | 8. Mai 2015        | 13. Juli 2016 |               |
| Weitere Teilnehmer an Kabinettssitzungen                                         |                                           |                    |                    |                    |               |               |
| Chief Whip im House of Commons Parlamentarischer Sekretär im Schatzamt           | Mark Harper                               | Mark Harper        |                    | Conservative Party | 8. Mai 2015   | 13. Juli 2016 |
| Staatsministerin für Arbeit                                                      | Priti Patel                               | Priti Patel        | Conservative Party | 8. Mai 2015        | 13. Juli 2016 |               |
| Minister ohne Geschäftsbereich                                                   | Robert Halfon                             | Robert Halfon      | Conservative Party | 8. Mai 2015        | 13. Juli 2016 |               |
| Staatsministerin für den Mittelstand                                             | Anna Soubry                               | Anna Soubry        | Conservative Party | 8. Mai 2015        | 13. Juli 2016 |               |
| Chefsekretär des Schatzamtes                                                     | Greg Hands                                | Greg Hands         | Conservative Party | 8. Mai 2015        | 13. Juli 2016 |               |
| Minister im Cabinet Office Paymaster General                                     | Matt Hancock                              | Matthew Hancock    | Conservative Party | 8. Mai 2015        | 13. Juli 2016 |               |
| Kanzler des Herzogtums Lancaster                                                 | Oliver Letwin                             | Oliver Letwin      | Conservative Party | 8. Mai 2015        | 13. Juli 2016 |               |
| Staatsministerin im Außenministerium                                             | Joyce Anelay, Baroness Anelay of St Johns | Joyce Anelay       | Conservative Party | 8. Mai 2015        | 13. Juli 2016 |               |
| Bürgermeister von London                                                         | Boris Johnson                             | Boris Johnson      | Conservative Party | 8. Mai 2015        | 13. Juli 2016 |               |
| Teilnehmer der Kabinettssitzung bei Bedarf                                       |                                           |                    |                    |                    |               |               |
| Attorney General (Generalstaatsanwalt)                                           | Jeremy Wright                             | Jeremy Wright      |                    | Conservative Party | 8. Mai 2015   | 13. Juli 2016 |